# Itatiaia (Goiânia)
Itatiaia é um bairro pertencente ao município de Goiânia, capital de Goiás, na região norte da cidade.
Criado após a construção do Campus Samambaia, da Universidade Federal de Goiás, o projeto do Itatiaia foi executado pela Companhia de Habitação Popular do Município de Goiânia (Cohab) durante a década de 1970 e serviu, inicialmente, à servidores da instituição. Na época, a região norte de Goiânia dispunha de poucos bairros e o Itatiaia foi um dos primeiros a existir. O bairro atualmente é, em parte, residido por universitários.
Segundo dados do Instituto Brasileiro de Geografia e Estatística (IBGE), divulgados pela prefeitura, no Censo 2010 a população do Itatiaia era de 5 903 pessoas.

## Parque Ambiental Itatiaia
O bairro possui um Parque Ambiental, denominado Parque Ambiental Itatiaia, localizado entre as ruas R-06 e R-08, ao lado da Paróquia Nossa Senhora da Assunção. O referido Parque foi criado pela Lei Municipal nº 7.671 de 29/11/1996.
Atualmente o Parque carece de maiores cuidados e fiscalização pelo poder público, haja vista que já existem construções clandestinas no local.